# Sokolniki (Wieruszów)
Pour les articles homonymes, voir Sokolniki.
Sokolniki est une localité polonaise, siège de la gmina de Sokolniki, située dans le powiat de Wieruszów en voïvodie de Łódź.